# Aerfer Ariete
Die Aerfer Ariete ist ein Flugzeug des italienischen Herstellers Aerfer. Die Maschine ist ein strahlgetriebener Mitteldecker. Konstruktionsziel war die Erschaffung eines leichten einsitzigen Jagdbombers. Die Maschine ging nicht in Serie. Es wurde nur ein Prototyp gefertigt. Der Erstflug fand am 27. März 1958 statt.
Die Maschine verfügt über ein einziehbares Bugradfahrwerk und eine Druckkabine. Tragflächen und Leitwerk waren gepfeilt. Eine Antriebsturbine befand sich dabei im Bug und ließ den Abgasstrahl unter dem Rumpfheck auf Höhe der Tragflächenhinterkante austreten. Eine zweite befand sich im Heck der Maschine. Im Steigflug und beim Luftkampf arbeiteten beide Triebwerke, im Reiseflug nur eines. Im Bahnneigungsflug konnte die Maschine Überschallgeschwindigkeit erreichen. Die Entwicklung der Ariete gründete sich auf der Entwicklung der Aerfer Sagittario II. Die Maschine nahm an den NATO-weiten Wettbewerb für den Light Weight Strike Fighter teil, bei dem sich auch die Typen Fiat G.91, Northrop N156, Dassault Étendard IV, Sud-Est SE.5003 Baroudeur und Bréguet 1001 Taon beteiligten. Dabei ging die Fiat als Sieger aus dem Wettbewerb hervor.

## Technische Daten
| Kenngröße             | Daten                                                                             |
| --------------------- | --------------------------------------------------------------------------------- |
| Besatzung             | 1                                                                                 |
| Länge                 | 9,60 m                                                                            |
| Spannweite            | 7,50 m                                                                            |
| Höhe                  | 2,02 m                                                                            |
| Flügelfläche          | 14,50 m²                                                                          |
| Flügelstreckung       | 3,9                                                                               |
| Leermasse             | 2400 kg                                                                           |
| max. Startmasse       | 3535 kg                                                                           |
| Reisegeschwindigkeit  |                                                                                   |
| Höchstgeschwindigkeit | 1125 km/h                                                                         |
| Dienstgipfelhöhe      | 12.000 m                                                                          |
| Steigleistung         | 12.000 m / 4:33 min                                                               |
| Reichweite            | 780 km                                                                            |
| Triebwerke            | 1 × Rolls-Royce Derwent 9, 16,02 kN Schub und 1 × Rolls-Royce Soar RSr 2, 8,00 kN |
| Bewaffnung            | 2 × MK Kaliber 30 mm                                                              |

## Erhaltene Flugzeuge
Ein Flugzeug ist im Italienischen Luftfahrtmuseum Vigna di Valle ausgestellt.